# محمد يحيى الراشد
محمد يحيى الراشد (بالإنجليزية: Mohamad Yehya Al Rashed)‏ (مواليد 1 فبراير 1982 في حلب) لاعب كرة قدم سوري دولي يجيد اللعب في خط الوسط. وهو ابن اللاعب الدولي السابق جمعة الراشد نجم نادي حلب الأهلي ومنتخب سوريا في ستينيات القرن الماضي وشقيقه الأكبر معن مدافع لعب لناديي الاتحاد والمجد
يلعب حاليا لصالح نادي الاتحاد السوري منذ سنة 2012 .

## روابط خارجية
- محمد يحيى الراشد على موقع ناشيونال فوتبول تيمز (الإنجليزية)
- محمد يحيى الراشد على موقع عالم كرة القدم.نت (الإنجليزية)